# Gabriel Taszycki

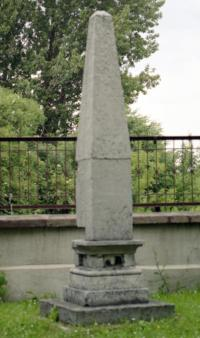
Obelisk na grobie generała w Chruszczobrodzie

Gabriel Józef Longin Taszycki (ur. 1755 k. Zawiercia, zm. 6 marca 1809 r. w Wysokiej) – generał major ziemiański, prawnik, postępowy publicysta społeczny, szambelan Stanisława Augusta, jakobin.
Popierał Konstytucję 3 Maja, potem uznał ją za mało postępową i zgłosił akces do Targowicy. równocześnie czynny jakobin i uczestnik sprzysiężenia insurekcyjnego. 
W powstaniu kościuszkowskim odegrał wybitną rolę w przygotowaniu do powstania w Krakowie. Zasłużył się w czasie insurekcji krakowskiej za co uzyskał z rąk T. Kościuszki nominacje na dowódcę pospolitego ruszenia w randze generała. W okresie racławickim sprawował faktyczną funkcję komendanta Krakowa, zastępując chorego na podagrę gen. Józefa Wodzickiego. W wojsku nigdy nie służył i na polu walki żadnej roli nie odegrał Do historii wszedł jako polityk. Był członkiem Wydziału Potrzeb Wojskowych i zastępcą członka Rady Najwyższej Narodowej i członkiem Sądu Kryminalnego Wojskowego. Po powstaniu zwolennik ostrego kursu wobec zdrajców targowickich. Na znak protestu wobec polityki Naczelnika, zwłaszcza w sprawie biskupa Skarszewskiego złożył wszystkie funkcje i urzędy i wyjechał do Francji.
Był jednym z najaktywniejszych działaczy Deputacji Polskiej w Paryżu. Ultralewicowiec i republikanin. Zwalczał ideę powołania Legionów Polskich we Włoszech i osobiście gen. J. H Dąbrowskiego.
Po utworzeniu Księstwa Warszawskiego wrócił do kraju i pracował w administracji i sądownictwie, m.in. sędzia siewierski.
Zmarł w Wysokiej (woj. śląskie) 6 marca 1809 roku w wieku 54 lat. Powodem śmierci była puchlina wodna.
Pochowany na cmentarzu przykościelnym w Chruszczobrodzie.